# Alonso de Molina

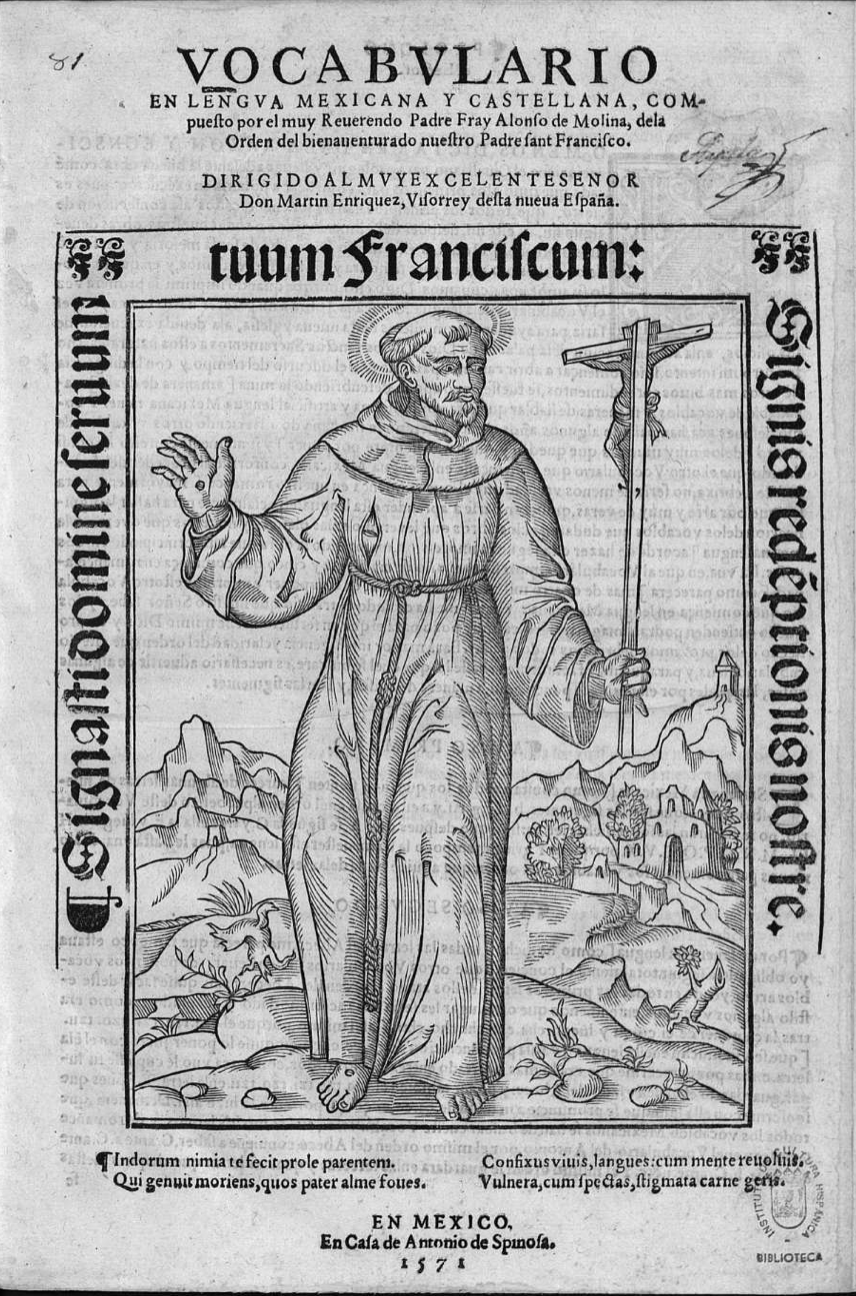
El magno Vocabulario en Lengua mexicana y castellana (México, 1571) de fray Alonso de Molina

Fray Alonso de Molina, lexicógrafo español, hijo de inmigrantes españoles en la Nueva España, nació en Extremadura, España en 1510, según los estudios de Ascensión Hernández de León-Portilla. Es el autor del primer vocabulario impreso en lengua náhuatl (México, Juan Pablos, 1555). Elaboró una edición más amplia, con el vocabulario castellano-náhuatl y náhuatl-castellano (de nueva plantaI, que se publicó en México, 1571. Es la base de nuevos vocabularios y diccionarios modernos de esta lengua.
Además de sus responsabilidades como misiionero, Molina se dedicó al estudio y escritura del náhuatl. Pronunció numerosos sermones en la lengua náhuatl. Molina es conocido por sus escritos que lo consagraron como uno de los pioneros en el área de la lingüística. 
El Vocabulario en la Lengua Castellana y Mexicana se publicó  en 1555 y se  amplió en 1571. Su principal contribución fue el diccionario náhuatl-castellano de 1571, que no tenía precedentes y que es la magna obra de fray Alonso de Molina.  Se trata del  estudio sistemático del idioma indígena. Molina llegó a México inmediatamente después de la conquista de Hernán Cortés. Dicho diccionario es la base del moderno diccionario de F. Karttunen.

## Biografía

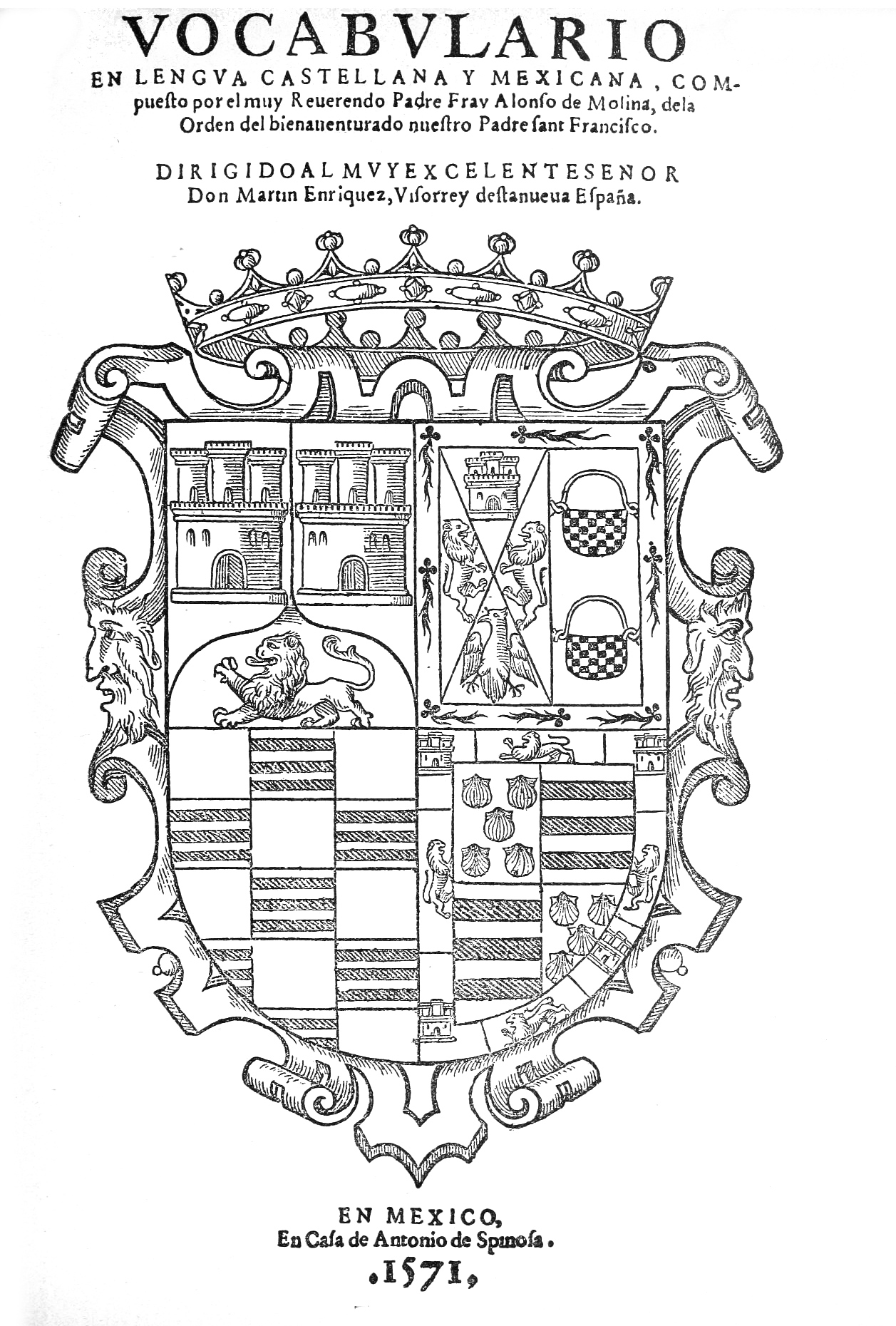
Portada del Diccionario en Lengua Castellana y Mexicana de Fray Alonso de Molina

Nace en 1510 en la provincia de Cáceres, en un lugar cercano a la Sierra de Gredos (según el prontuario menciona que es natural de Extremadura) y se desconoce la fecha exacta de su nacimiento. Otros afirman como el Conde de Vizaña que nació en Escalona, provincia de Toledo, Gabriel María Vergara aseguraba que era originario de la provincia de Guadalajara y finalmente Francisco Fernández del Castillo cita que era originario de Baeza, provincia de Jaén.
Llegó a la Nueva España en 1522 con muy corta edad traído por sus padres y otro hermano, aprendió hablar náhuatl rápidamente o por lo menos lo entendía muy bien. Alonsito Molina y su hermano recibieron educación cristiana de igual modo que niños mexicanos y la convivencia con niños indígenas de la Ciudad de México era evidente para suponer que Jerónimo de Mendieta no se equivocaba al describir los primeros años de vida de Alonso Molina.
Ingresa en el Convento de San Francisco de la Ciudad de México en 1528; ya ingresado en el convento franciscano enseñó la lengua náhuatl y sirvió como intérprete a los religiosos españoles que iniciaban la tarea de evangelización y descripción de la Biblia a los indígenas mexicanos. En una edad joven inició su dedicación como estudioso y maestro del idioma náhuatl bajo órdenes del gobernador Hernán Cortés. 
Cronistas como Chimalpahin Cuauhtlehuanitzin, reconocieron a Alonso de Molina como el primer maestro no indígena de la lengua náhuatl, trabajó, estudió y convivió a lado de los religiosos franciscanos, siendo el primer sacerdote católico ordenado en la Nueva España a la edad de veinticuatro años de edad en presencia de Fray Juan de Zumárraga y el presidente de la segunda audiencia.
Como era muy joven debía estar lejos de la vida mundana, se mantuvo la mayor parte del tiempo dentro del convento de San Francisco, le tocó vivir la difícil tarea de entender el final de un poderoso imperio indígena y el inicio de uno nuevo, los sabios aztecas se oponían a que se conservara su cultura o que hubiera personas destinadas a estudio de su vida ancestral. También algunos españoles se oponían a que se enseñara las lenguas indígenas o que sus hijos novohispanos tuvieran contacto alguno con la cultura de los naturales de México (como el caso de Alonso de Molina).
Salía muy poco del convento San Francisco en los primeros quince años de su vida religiosa, se le concede tiempo y recursos para que escribiera e interpretara la lengua de los mexicanos, Fray Alonso de Molina se basa en la gramática de Antonio de Nebrija y en la de algunos otros franciscanos como Francisco Xímenez y Alonso Rangel que tenían gramáticas sencillas sobre la lengua náhuatl. 
En 1555 aparece la parte castellana y mexicana, en 1571 se edita el primer vocabulario en lengua castellana y mexicana y mexicana y castellana donde se comprueba su fidelidad de escritura, sin tener fe de erratas. Este diccionario es la más completa obra que ha sido impresa gran cantidad de veces y estudiada por prestigiados investigadores como Julio Platzmann, Miguel León Portilla y el Doctor Garibay entre otros. En 1579 murió en Ciudad de México Fray Alonso de Molina, fue sepultado en el mismo convento franciscano donde se ordenó.

## Obra
- Doctrina christiana breve traduzida en lengua mexicana (1547)[2]
- Aquí comiença un vocabulario en la lengua castellana y mexicana (México, Juan Pablos, 1555)
- Confessionario mayor, en lengua mexicana y castellana (1565)
- Arte de la lengua mexicana y castellana (1571)
- Vocabulario en lengua castellana y mexicana (1571) y Vocabulario en lengua mexicana y castellana  (1571)
- Confessionario breve, en lengua mexicana (1577)